# سیارک ۱۷۱۷۹
سیارک ۱۷۱۷۹ (به انگلیسی: 17179 Codina، نامگذاری:1999TC224) هفده هزار و صد و هفتاد و نهمین سیارک کشف شده‌است که در ۴ اکتبر ۱۹۹۹ کشف شد.
قدر مطلق سیارک برابر ۳۰.۹ است.